# Longview (Texas)
Longview megyeszékhely város az USA-ban, Texas államban, Gregg megye székhelye, egy része viszont a szomszédos Harrison megyében található. Lakosainak száma 81 638 fő (2020. április 1.).

## Népesség
A település népességének változása:

| 2010 | 80 455 |
| 2020 | 81 638 |